# Rudolf Gräffer
Rudolf Gräffer (* 1734 in Lausitz; † 1. Juli 1817 in Wien) war ein österreichischer Verleger.
Gräffer war der Onkel des Buchhändlers Franz Gräffer. Trotz der Metternichschen Zensur bemühte sich Gräffer um die Veröffentlichung und Verbreitung der Werke gerade ausländischer Schriftsteller.
Er war auch der erste Verleger im Kaisertum Österreich, der Velinpapier einführte und auch im großen Maße verwendete. Vorangegangen waren dazu längere Studienreisen zu Druckereien und Verlagen in Großbritannien und in den Niederlanden.
Seine Erfolge gingen zu Ende, als er mit dem Schriftsteller Aloys Blumauer eine gemeinsame Handlungsgesellschaft gründete.